# 55749 Eulenspiegel
55749 Eulenspiegel este un asteroid din centura principală de asteroizi.

## Descriere
55749 Eulenspiegel este un asteroid din centura principală de asteroizi. A fost descoperit pe 15 ianuarie 1991 la Tautenburg de Freimut Börngen. Asteroidul prezintă o orbită caracterizată de o semiaxă mare de 3,17 ua, o excentricitate de 0,16 și o înclinație de 4,3° în raport cu ecliptica.